# Василиса Поповна
«Васили́са Попо́вна» («Сноха») — сюжет русских и украинской народных сказок. В системе классификации сказочных сюжетов Aарне-Томпсона указан под № 884В «Василиса-поповна». В сборнике А. Н. Афанасьева «Народные русские сказки» приведена одна сказка под № 316. Известно русских вариантов — 12, украинских— 1. Относится к так называемым волшебным сказкам.
Иллюстрированная сказка печаталась в сборниках русских сказок и издавалась в виде аудиосказок.

## Сюжет сказки у А. Афанасьева
А. Афанасьевым сказка записана в Екатеринбургской губернии.
Главный герой сказки — Василиса, дочь попа Василия. Она одевалась в мужскую одежду, ездила верхом на лошади, стреляла из ружья и все делала не по-девичьи, так что очень немногие знали, что она — девушка, считали её юношей и звали Василием Васильевичем.
Однажды на охоте царь Бархат увидел этого красивого человека и на его вопрос: Кто это? — слуга сообщил, что это не юноша, а девушка, которую зовут Василисой Васильевной. Вернувшись с охоты во дворец, царь написал попу Василию грамоту, в которой приказывал отпустить Василия Васильевича в гости к царскому столу. Сам же он обратился к бабке-ягинишне — как узнать что Василий Васильевич не юноша, а девушка.
Но в первое приглашение царю Бархату не удалось распознать — юноша это или девушка, поэтому он пригласил Василия Васильевича к себе снова. В этот раз царь придумал хитрое решение — пригласить гостя в баньку. Когда они вместе зашли в баню, царь долго возился в предбаннике, за это время Василиса Васильевна успела искупаться и ускользнула из бани. Войдя в баню, царь никого там не обнаружил, а выйдя из неё, он получил от Василисы Поповны послание, в котором было написано:

Ах ты ворона, ворона, царь Бархат! Не умела ты, ворона, сокола в саду соймать! А я ведь не Василий Васильевич, а Василиса Васильевна.

## Главная героиня
Василиса Поповна из сборников А. Афанасьева — сказочный образ, связанный с былинной эпохой. Сюжет сказки близок сюжету о Василисе Микуличне, жене богатыря Ставра Годиновича. По этому поводу А. Афанасьев заметил: «очевидно сказка о Василисе Поповне и былина О Ставровой жене Василисе Микулишне предают одно и тоже эпическое предание, только в различных формах». В русском сказочном дискурсе присутствуют ряд героинь, которых традиционно принято называть богатырь-девками, или поленицами: кроме Василисы Поповны к ним можно отнести Марью Моревну, Царицу-гусляр и других. Обычно они сочетают в себе ум, красоту и невероятную силу.
Сокрытие пола — это отдельный мотив, который кроме Василисы Поповны присутствует в сюжетах об оклеветанной девушке или мудрой жене: 706С «Терпеливая Елена», 883А «Оклеветанная девушка», 883А**** «Жена, оклеветанная невестками», 884 «Покинутая невеста (жена)», 884В* «Василиса-поповна», 884В** «Царевна-монах», 888 «Жена возволяет мужа».